# Entente nautique d'Aix-les-Bains aviron
L'Entente Nautique d'Aix-les-Bains Aviron est un club d'aviron fondé en 1882, présent en France sur la commune d'Aix-les-Bains et sur le lac du Bourget, dans le département de la Savoie en région Rhône-Alpes. Il se hisse au deuxième rang des meilleurs clubs français d'aviron en 2022.
Pour la saison 2020/21, l’ENA décroche 7 titres de champion de France, performance qui classerait potentiellement le club en tête du classement national (non classement du fait du Covid-19) 
Pour la saison 2018/19, le club aixois termine à la troisième place du classement général des clubs français.
Pour l'année 1985-1986, le club est classé premier club français d'aviron.
Les rameurs aixois évoluent depuis 2014 en première division.

## Histoire / Palmarès

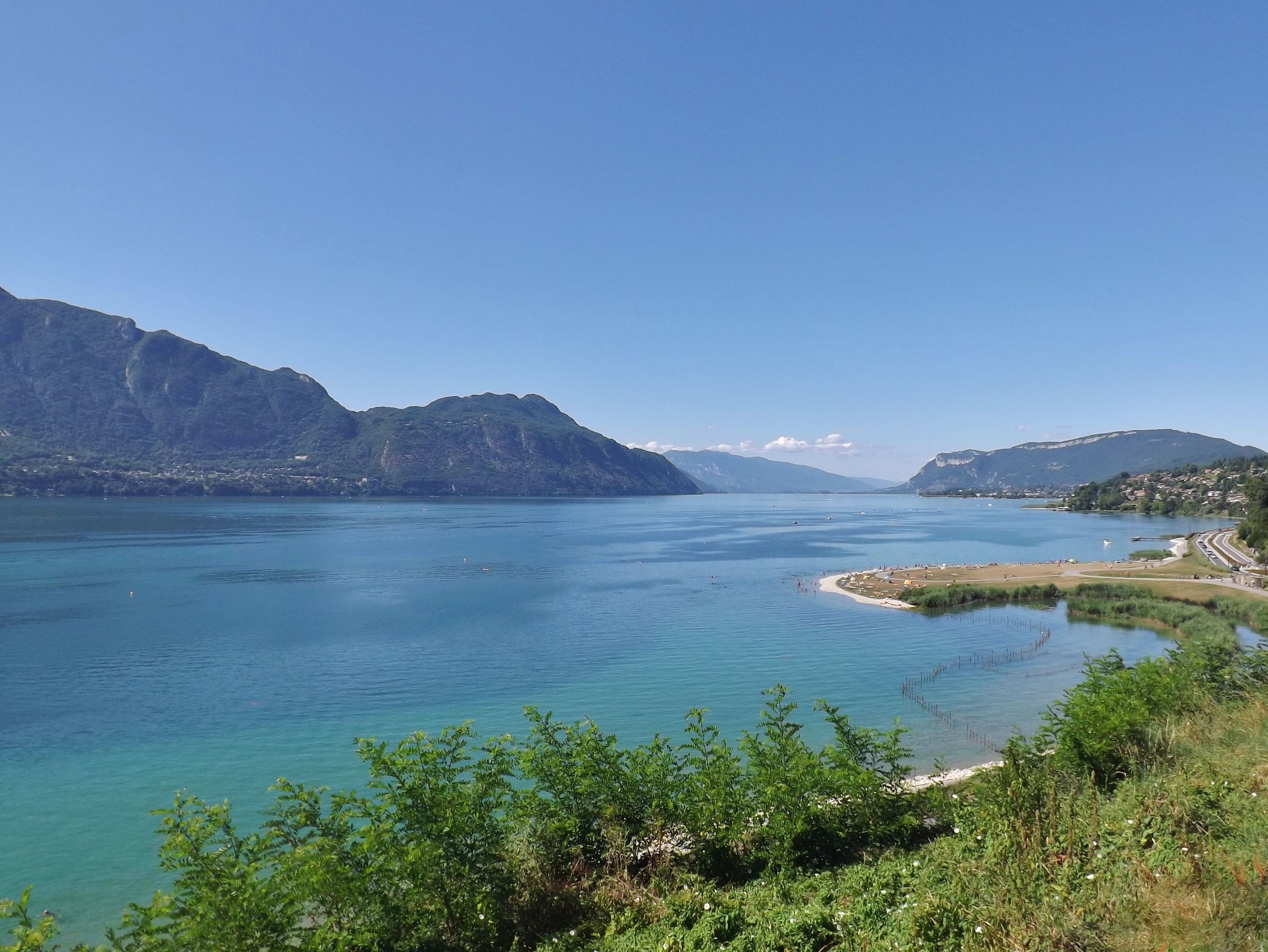
Le Lac du Bourget, terrain d'entrainement des rameurs aixois

Ancêtre de l'ENA, le Club Nautique d'Aix-les-Bains (CNA) naît en 1882. Première société d'aviron d'Aix-les-Bains, il s'installe au Grand port, au bord du Lac du Bourget. Le CNA remporte sa première victoire dans une compétition nationale en 1909, avec la coupe Glandaz, à Juvisy. Dans l'équipe, on compte 5 Aixois d'origine.
De 1927 à 1929, le Club Nautique d'Aix-les-Bains remporte trois titres de champions de France en huit. Pour les Jeux olympiques d'été de 1928 à Amsterdam, l'équipe de France est même exclusivement composée de licenciés du CNA.
Achille Giovannoni, au club depuis ses 16 ans, termine quatrième de la finale olympique de 1952 de deux de couple aux Jeux olympiques d'été de 1952 Helsinki, avec Jacques Maillet. Il est aussi médaillé de bronze en skiff aux Championnats d'Europe d'aviron 1953, il sera élu la même année meilleur rameur français.
En 1953, les "rouges et blancs" du CNA fusionnent avec le club d'aviron aixois aux maillots verts : le Rowing Club d'Aix-les-bains, créé en 1912. Sous l'impulsion de leurs présidents respectifs, Roger Lille et Lucien Spycher, ils forment l’Entente rowing et club nautique d'Aix-les-Bains, plus connu sous le nom d’Entente Nautique d'Aix-les-Bains, et prend pour couleurs le rouge du CNA et le vert du Rowing. D'abord situé au Grand port d'Aix, les locaux de l'association se déplacent ensuite à la plage municipale.
En 1975, le quatre barré aixois est titré champion d'Europe vétéran, en Autriche.
En 1981 Aix-les-bains remporte le titre de champion de France séniors en huit avec barreur, et la même année la paire de rameurs aixois Claude Pache et Michel Montico sont sacrés champions du monde vétérans en pair-oar en Allemagne.
Trois ans après, en 1984, deux aixois : Jean-Marc Bernard et Eric Plasse deviennent champion du monde juniors en Suède, avec l'équipe de France juniors, en huit sans barreur. La même année, Eric Baudino devient champion du monde universitaire en huit à Milan, tandis que Jacques Taborski représentait la France aux Jeux olympiques d'été de 1984 à Los Angeles.
Avec pas moins de 4 titres de champions de France et 2 médailles d'argent entre 1982 et 1984, le club aixois sera classé pour l'année 1985-1986 premier club français.
Après une période compliquée pour le club, qui se voit rétrograder en quatrième division pendant les années 2000, le club aixois adopte une politique axée sur la formation, la priorité donné au huit et sur une stratégie d'investissement sur du matériel performant. Ces choix ont amené le club savoyard a retrouver la première division.
En 2018, l'ENA remporte cinq titres de champion de France, notamment en huit homme, en skiff, couple cadet homme. Lors du classement annuel des clubs d'aviron français, les aixois terminent 4ème du classement homme, 1er du classement juniors et 7ème du classement cadets. Au classement général performance, le club aixois termine 9ème club français.
En 2021, les aixois décrochent 7 titres de champion de France dont un doublé historique en huit cadet J16 et cadette J16. Cette même saison Aix-les-Bains décroche son premier titre national en huit senior féminin.

### 100 ans du Trophée Aix/Turin «Bambino»
Tous les ans se déroule le traditionnel match entre Aix-les-Bains et Turin. Son nom, est en référence au trophée remis à l'équipage vainqueur du duel en huit sénior. Ce duel en huit réunit le meilleur équipage séniors des différents clubs turinois : Caprera, Armida, Sisport Fiat, Amici del Remo, Cerea, Esperia, ou CUS Torino, et l'équipe sénior aixoise. Le duel a généralement lieu au printemps, alternativement sur les rives du Pô à Turin, ou sur les rives du lac du Bourget, à Aix-les-Bains.
Créé en 1921, le trophée s'est couru pour l´edition du centenaire en octobre 2021 avec un grand chelem réalisé par les aixois sur le lac du Bourget.
Turin mène de 45 victoires à 35 pour les aixois.

### Palmarès
Championnats de France
- Champion de France (2005, 2006, 2013, 2015, 2016, 2018, 2019, 2020, 2021, 2022)

## Équipe de France
Depuis sa création en 1882 l’aviron aixois est un pourvoyeur important d’athlètes pour l’équipe de France d’aviron.
JEUX OLYMPIQUES
Achille GIOVANNONI (4ème - Helsinki 1952), Claude PACHE (4ème - Tokyo)
CHAMPIONNATS DU MONDE
🥉Médaille de bronze : Jérôme HAMELIN (2019)
🥉Médaille de bronze Indoor : Maëlla FAVRAIS (2020), Jérôme HAMELIN (2021)
🥇Champion du monde junior : Jean-Marc BERNARD (1984), Eric PLASSE (1984), Fleur VAUCORET (2021)
🥈Vice-champion du monde U23 : Baptiste SAVAETE (2021)
CHAMPIONNATS D’EUROPE
🥈Vice-champion d’Europe : Baptiste SAVAETE (2021)
🥇Champion d’Europe U23 : Baptiste SAVAETE (2020)
🥈Vice-champion d’Europe Junior : Fleur VAUCORET (2020), Emilie MOUCHET (2020)
COUPE DU MONDE FISA
🥇Vainqueur : Jérôme HAMELIN (2019 - Étape 2)